# Bucht von Palu
Die Bucht von Palu (indonesisch Teluk Palu, auch Bucht von Talise) befindet sich an der Nordküste Sulawesis in der indonesischen Provinz Zentralsulawesi.

## Geographie
Die Bucht öffnet sich nach Norden der Straße von Makassar. Der Süden  und Teile der Ostküste gehören zur Stadt Palu, während Westküste und die nördliche Ostküste Teil des Regierungsbezirks Donggala sind. Dessen Verwaltungssitz Banawa (Donggala) liegt im Norden der Westküste, die in der Halbinsel Tanjung Karang ihren Abschluss findet. Am Südufer mündet der Fluss Palu in die Bucht. Hier befindet sich auch das Zentrum der Stadt Palu. Das Ufer der Bucht wurde am 28. September nach dem Sulawesi-Erdbeben 2018 von einem bis zu sechs Meter hohen Tsunami getroffen, der große Zerstörungen verursachte.